# Куоляліс Юозас Юозович
Юозас Юозович Куоляліс (Куолеліс) (1 серпня 1930, село Гервелес Свенцянського повіту Польщі, тепер Ігналінського району Утенського повіту, Литва — 21 вересня 2017, місто Вільнюс, Литва) — литовський радянський державний діяч, секретар ЦК КП Литви (КПРС). Депутат Верховної ради Литовської РСР 9—11-го скликань.

## Життєпис
У 1954 році закінчив Вільнюський державний університет імені Капсукаса.
У 1954—1956 роках — працював у пресі Литовської РСР.
Член КПРС з 1956 року.
У 1956—1958 роках — редактор районної газети «Naujas rytas» у місті Расейняй.
У 1958—1960 роках — інструктор ЦК КП Литви.
У 1960—1964 роках — директор газетно-журнального видавництва і друкарні ЦК КП Литви.
У 1964—1969 роках — заступник голови Державного комітету Литовської РСР із телебачення та радіомовленню.
У 1969—1972 роках — інструктор ЦК КПРС у Москві.
У 1972—1987 роках — завідувач відділу пропаганди та агітації ЦК КП Литви.
У 1987—1989 роках — голова Державного комітету Литовської РСР із телебачення та радіомовленню.
У 1989 році — радник Ради міністрів Литовської РСР.
23 грудня 1989 — серпень 1991 року — секретар ЦК КП Литви (КПРС).
У квітні 1990 року став членом самопроголошеного Комітету національного порятунку Литовської РСР. У 1991 році брав участь у вільнюських подіях січня 1991 року, коли під час штурму вільнюської телевежі радянськими військами загинуло 14 осіб і близько 140 людей поранено. Після серпневих подій у Москві 1991 року Куоляліса затримали й відправили до слідчого ізолятора у Вільнюсі. Хоча його одразу не посадили, але Куолялісу заборонили виїзд із Литви, оскільки звинувачували в участі в державному перевороті.
Через п'ять років став одним із фігурантів процесу у справі «Про державний переворот 13 січня 1991 року». Процес розпочався наприкінці жовтня 1996 року та завершився у серпні 1999 року. Куоляліса звинувачували за статтями 68 (публічні заклики насильно порушити суверенітет Литовської Республіки, виконуючи завдання іншої держави) та 70 (створення антидержавних організацій та активна діяльність у них). За участь у спробі державного перевороту Куоляліса засудили до 6 років позбавлення волі в колонії суворого режиму. Покарання відбував у 2-й виправно-трудовій колонії суворого режиму у Вільнюсі. У 2004 році вийшов на волю.
Помер 21 вересня 2017 року у Вільнюсі.

## Нагороди та відзнаки
- медалі
- Заслужений діяч культури Литовської РСР (1980)